# Comuna de Kaźmierz
Kaźmierz (polaco: Gmina Kaźmierz) é uma gminy (comuna) na Polónia, na voivodia de Grande Polónia e no condado de Szamotulski. A sede do condado é a cidade de Kaźmierz.
De acordo com os censos de 2004, a comuna tem 7112 habitantes, com uma densidade 55,5 hab/km².

## Área
Estende-se por uma área de 128,2 km², incluindo:
- área agricola: 74%
- área florestal: 15%

## Demografia
Dados de 30 de Junho 2004:
|                      | Total   | Total | Mulheres | Mulheres | Homens  | Homens |
| -------------------- | ------- | ----- | -------- | -------- | ------- | ------ |
|                      | pessoas | %     | pessoas  | %        | pessoas | %      |
| População            | 7112    | 100   | 3613     | 50,8     | 3499    | 49,2   |
| Densidade (pop./km²) | 55,5    | 100   | 28,2     | 28,2     | 27,3    | 27,3   |

De acordo com dados de 2002, o rendimento médio per capita ascendia a 1504,58 zł.

## Subdivisões
- Bytyń, Brzezno, Chlewiska, Dolne Pole, Gaj Wielki, Gorszewice, Kaźmierz, Kiączyn, Komorowo, Kopanina, Młodasko, Nowa Wieś, Piersko, Pólko, Radzyny, Sierpówko, Sokolniki Małe, Sokolniki Wielkie, Witkowice.

## Comunas vizinhas
- Duszniki, Rokietnica, Szamotuły, Tarnowo Podgórne.